# Microspingus
Microspingus és un gènere d'ocells de la família dels tràupids (Thraupidae).

## Taxonomia
Segons la Classificació del Congrés Ornitològic Internacional (versió 14.2, 2024) aquest gènere està format per 8 espècies:
- Xipiu de flancs rogencs (Microspingus lateralis Nordmann, 1835)
- Xipiu de Cabanis (Microspingus cabanisi Bonaparte, 1850)
- Xipiu cella-roig (Microspingus erythrophrys Sclater, PL, 1881)
- Xipiu de Cajamarca (Microspingus alticola Salvin, 1895)
- Xipiu de collar (Microspingus torquatus d'Orbigny & Lafresnaye, 1837)
- Xipiu de tres ratlles (Microspingus trifasciatus Taczanowski, 1874)
- Xipiu encaputxat (Microspingus melanoleucus d'Orbigny & Lafresnaye, 1837)
- Xipiu cendrós (Microspingus cinereus Bonaparte, 1850)